# Карачкина, Людмила Георгиевна
Людми́ла Гео́ргиевна Кара́чкина (род. 3 сентября 1948 года, Ростов-на-Дону) — советская и российская учёная-астроном, кандидат физико-математических наук, старшая научная сотрудница Института теоретической астрономии, работает в Крымской астрофизической обсерватории (КрАО) с 1978 года.

## Биография
В 1971 году окончила Ростовский государственный университет по специальности «физика и астрофизика» и поступила в аспирантуру КрАО в отдел физики Солнца. По истечении срока обучения в аспирантуре была принята в группу Института теоретической астрономии (с 1998 года включён в состав Института прикладной астрономии), работавшую в КрАО на постоянной основе.
Занималась наблюдениями малых планет (астероидов), открыла более чем 130 новых небесных тел. Среди них (3063) Махаон (по имени Махаона, персонажа древнегреческой мифологии), (4075) Свиридов (назван в честь композитора  XX в. Георгия Свиридова), (4556) Гумилёв (в честь поэта Серебряного века Николая Гумилёва), (5094) Серёжа (в честь учёного-физика и телеведущего С. П. Капицы), (5324) Ляпунов (в честь механика и математика XIX в. А. М. Ляпунова), (10031) Владарнольда (в честь математика В. И. Арнольда), (19120) Доронина (в честь актрисы театра и кино Татьяны Дорониной). Малую планету (2892) Филипенко, открытую 13 января 1983 года, Людмила Карачкина назвала в честь бахчисарайского хирурга Александра Филипенко, спасшего от смерти её мужа.

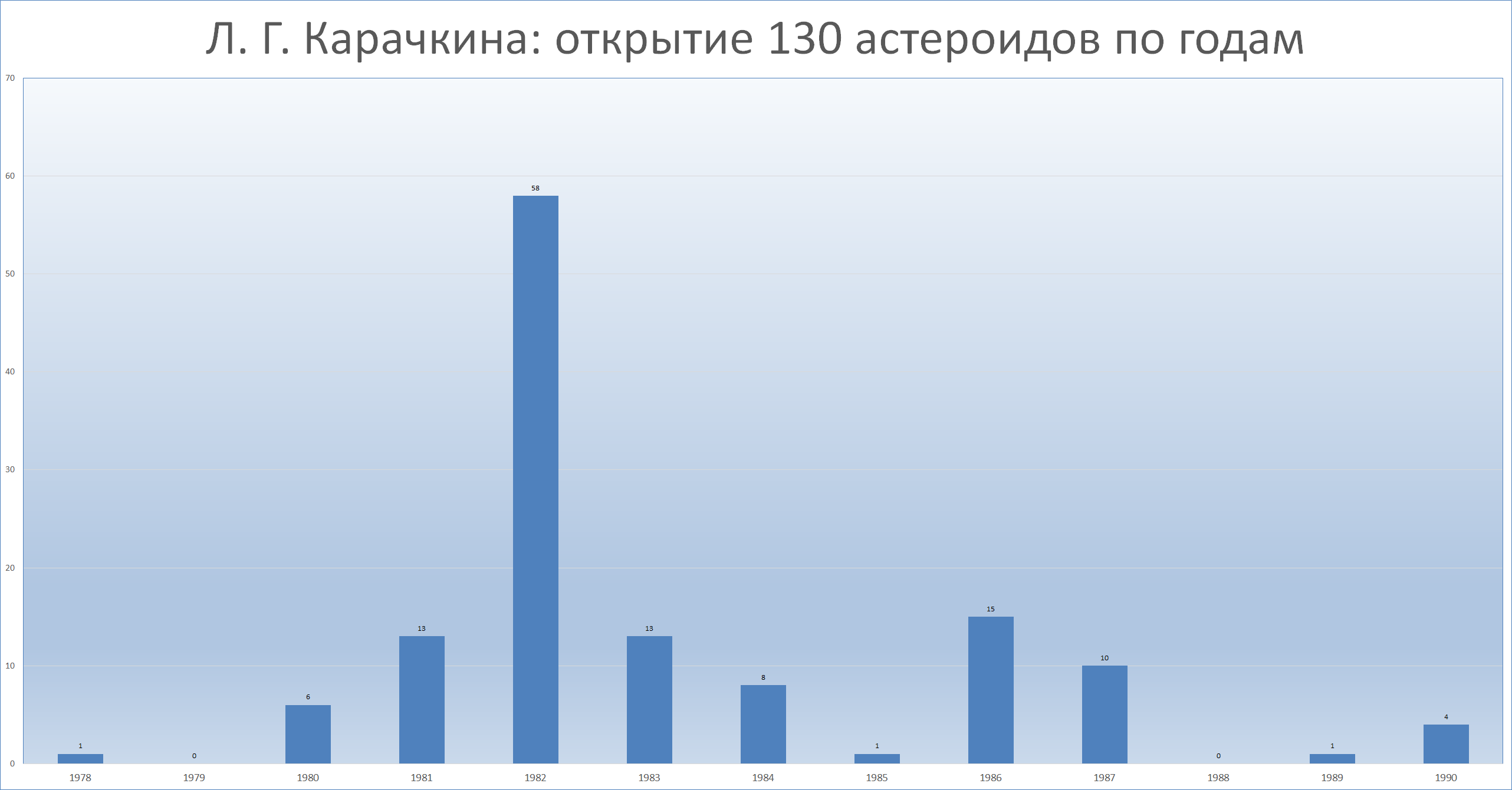
Открытие астероидов

В рейтинге первооткрывателей малых планет, учитывающем деятельность 1459 астрономических организаций и астрономов мира, по состоянию на июль 2014 года занимала 89-е место.
| Открытые астероиды: 130            | Открытые астероиды: 130 | Открытые астероиды: 130 |
| ---------------------------------- | ----------------------- | ----------------------- |
| (2892) Филипенко                   | 13 января 1983          |                         |
| (3063) Махаон                      | 4 августа 1983          |                         |
| (3067) Ахматова                    | 14 октября 1982         | с Людмилой Журавлёвой   |
| (3068) Ханина                      | 23 декабря 1982         |                         |
| (3215) Лапко                       | 23 января 1980          |                         |
| (3286) Анатолия                    | 23 января 1980          |                         |
| (3345) Тарковский                  | 23 декабря 1982         |                         |
| (3437) Капица                      | 20 октября 1982         |                         |
| (3453) Достоевский                 | 27 сентября 1981        |                         |
| (3469) Булгаков                    | 21 октября 1982         |                         |
| (3508) Пастернак                   | 21 февраля 1980         |                         |
| (3511) Цветаева                    | 14 октября 1982         | с Людмилой Журавлёвой   |
| (3516) Рушева                      | 21 октября 1982         |                         |
| (3620) Платонов                    | 7 сентября 1981         |                         |
| (3623) Чаплин                      | 4 октября 1981          |                         |
| (3624) Миронов                     | 14 октября 1982         | с Людмилой Журавлёвой   |
| (3668) Ильфпетров                  | 21 октября 1982         |                         |
| (3669) Вертинский                  | 21 октября 1982         |                         |
| (3675) Кемстач                     | 23 декабря 1982         |                         |
| (3750) Илизаров                    | 14 октября 1982         |                         |
| (3772) Пиаф                        | 21 октября 1982         |                         |
| (3946) Шор                         | 5 марта 1983            |                         |
| (3982) Кастель                     | 2 мая 1984              |                         |
| (4017) Диснея                      | 21 февраля 1980         |                         |
| (4071) Ростовдон                   | 7 сентября 1981         |                         |
| (4075) Свиридов                    | 14 октября 1982         |                         |
| (4080) Галинский                   | 4 августа 1983          |                         |
| (4258) Рязанов                     | 1 сентября 1987         |                         |
| (4475) Войткевич                   | 20 октября 1982         |                         |
| (4483) Петефи                      | 9 сентября 1986         |                         |
| (4556) Гумилёв                     | 27 августа 1987         |                         |
| (4625) Щедрин                      | 20 октября 1982         |                         |
| (4626) Плисецкая                   | 23 декабря 1984         |                         |
| (4741) Лесков                      | 10 ноября 1985          |                         |
| (4785) Петров                      | 17 декабря 1984         |                         |
| (4861) Немировский                 | 27 августа 1987         |                         |
| (4928) Вермеер                     | 21 октября 1982         |                         |
| (4940) Поленов                     | 18 августа 1986         |                         |
| (4996) Вейсберг                    | 11 августа 1986         |                         |
| (4997) Ксана                       | 6 октября 1986          |                         |
| (5021) Крылания                    | 13 ноября 1982          |                         |
| (5093) Свирелия                    | 14 октября 1982         |                         |
| (5094) Серёжа                      | 20 октября 1982         |                         |
| (5199) Дортмунд                    | 7 сентября 1981         |                         |
| (5234) Сеченов                     | 4 ноября 1989           |                         |
| (5247) Крылов                      | 20 октября 1982         |                         |
| (5316) Филатов                     | 21 октября 1982         |                         |
| (5324) Ляпунов                     | 22 сентября 1987        |                         |
| (5421) Уланова                     | 14 октября 1982         | с Людмилой Журавлёвой   |
| (5422) Ходжкин                     | 23 декабря 1982         |                         |
| (5465) Чумаков                     | 9 сентября 1986         |                         |
| (5615) Искандер                    | 4 августа 1983          |                         |
| (5666) Рабле                       | 14 октября 1982         |                         |
| (5676) Вольтер                     | 9 сентября 1986         |                         |
| (5717) Дамир                       | 20 октября 1982         |                         |
| (5759) Зощенко                     | 22 января 1980          |                         |
| (5808) Бабель                      | 27 августа 1987         |                         |
| (5896) Нарреншиф (Корабль дураков) | 12 ноября 1982          |                         |
| (5902) Талима                      | 27 августа 1987         |                         |
| (5941) Валенсия                    | 20 октября 1982         |                         |
| (5944) Утёсов                      | 2 мая 1984              |                         |
| (6032) Нобель                      | 4 августа 1983          |                         |
| (6172) Прокофеана                  | 14 октября 1982         |                         |
| (6592) Гойя                        | 3 октября 1986          |                         |
| (6763) Кочины                      | 7 сентября 1981         |                         |
| (6766) Хармс                       | 20 октября 1982         |                         |
| (6767) Ширвиндт                    | 6 января 1983           |                         |
| (6821) Раневская                   | 29 сентября 1986        |                         |
| (7109) Гейне                       | 1 сентября 1983         |                         |
| (7113) Остапбендер                 | 29 сентября 1986        |                         |
| (7223) Долгорукий                  | 14 октября 1982         | с Людмилой Журавлёвой   |
| (7558) Юрлов                       | 14 октября 1982         |                         |
| (7581) Юдович                      | 14 ноября 1990          |                         |
| (7632) Станислав                   | 20 октября 1982         |                         |
| (7633) Володимир                   | 21 октября 1982         |                         |
| (7741) Федосеев                    | 1 сентября 1983         |                         |
| (7995) Хворостовский               | 4 августа 1983          |                         |
| (7996) Ведерников                  | 1 сентября 1983         |                         |
| (8142) Золотов                     | 20 октября 1982         |                         |
| (8332) Иванцветаев                 | 14 октября 1982         | с Людмилой Журавлёвой   |
| (8811) Вальтершмадель              | 20 октября 1982         |                         |
| (8812) Кравцов                     | 20 октября 1982         |                         |
| (8816) Гамов                       | 17 декабря 1984         |                         |
| (8822) Шурянка                     | 1 сентября 1987         |                         |
| (9005) Сидорова                    | 20 октября 1982         |                         |
| (9006) Войткевич                   | 21 октября 1982         |                         |
| (9532) Абраменко                   | 7 сентября 1981         |                         |
| (9539) Пришвин                     | 21 октября 1982         |                         |
| (9540) Михалков                    | 21 октября 1982         |                         |
| (9737) Дударова                    | 29 сентября 1986        |                         |
| (9834) Кирсанов                    | 14 октября 1982         |                         |
| (9927) Тютчев                      | 3 октября 1981          |                         |
| (10012) Тмутаракания               | 3 сентября 1978         | с Николаем Черных       |
| (10031) Владарнольда               | 7 сентября 1981         |                         |
| (10049) Ворович                    | 3 октября 1986          |                         |
| (10090) Сикорский                  | 13 октября 1990         | с Галиной Кастель       |
| (10287) Смэйл                      | 21 октября 1982         |                         |
| (10324) Владимиров                 | 14 ноября 1990          |                         |
| (10712) Малащук                    | 20 октября 1982         |                         |
| (10713) Лиморенко                  | 22 октября 1982         |                         |
| (10721) Тутеров                    | 17 августа 1986         |                         |
| (11269) Кныр                       | 26 августа 1987         |                         |
| (11796) Ниренберг                  | 21 февраля 1980         |                         |
| (12214) Мирошников                 | 7 сентября 1981         |                         |
| (12220) Семенчур                   | 20 октября 1982         |                         |
| (12235) Имранакперов               | 9 сентября 1986         |                         |
| (12686) Безуглый                   | 3 октября 1986          |                         |
| (13488) Саванов                    | 14 октября 1982         |                         |
| (13489) Дмитриенко                 | 20 октября 1982         |                         |
| (13492) Виталийзахаров             | 27 декабря 1984         |                         |
| (14814) Гурий                      | 7 сентября 1981         |                         |
| (14818) Миндели                    | 21 октября 1982         |                         |
| (14829) Поваляева                  | 3 октября 1986          |                         |
| (15691) Маслов                     | 14 октября 1982         |                         |
| (18334) Дроздов                    | 2 сентября 1987         |                         |
| (19119) Димпна                     | 27 сентября 1981        |                         |
| (19120) Доронина                   | 6 августа 1983          |                         |
| (19127) Олегефремов                | 26 августа 1987         |                         |
| (19952) Ашкинази                   | 20 октября 1982         |                         |
| (19994) Трезини                    | 13 октября 1990         | с Галиной Кастель       |
| (24639) Мухаметдинов               | 20 октября 1982         |                         |
| (24641) Энвер                      | 1 сентября 1983         |                         |
| (26087) Журавлёва                  | 21 октября 1982         |                         |
| (29122) Васадзе                    | 24 декабря 1982         |                         |
| (29125) Киевфизфак                 | 17 декабря 1984         |                         |
| (32770) Старчик                    | 23 декабря 1984         |                         |
| (42478) Иноземцева                 | 7 сентября 1981         |                         |
| (43752) Мариосипова                | 20 октября 1982         |                         |
| (65658) Гурниковская               | 20 октября 1982         |                         |
| (69261) Филарет                    | 23 декабря 1982         |                         |

Кандидатская диссертация на тему: «Фотометрические свидетельства двойственности избранных астероидов» защищена в Одесском национальном университете имени И. И. Мечникова в 2004 году.

## Награды
- В 1987 году награждена медалью Астрономического совета АН СССР «За обнаружение новых астрономических объектов».
- Международный астрономический союз назвал в её честь астероид (8019) Карачкина (Karachkina), открытый 14 октября 1990 года Л. Д. Шмаделем (L. D. Schmadel) и Ф. Бёрнгеном Ф. (F. Börngen). Название было предложено первооткрывателями «в знак признательности за её любезную поддержку и сотрудничество»[9].

## Семья
Муж — Юрий Васильевич Карачкин (1940—2009). В честь него назван астероид (8089) Юкар (Yukar), открытый немецкими астрономами Л. Д. Шмаделем и Ф. Бёрнгеном 13 октября 1990 года.
Две дочери — Рената и Мария. Три внука — Александр, Алексей и Григорий. В честь Григория назван астероид (10761) Любимец (Lyubimets), открытый Л. Д. Шмаделем и Ф. Бёрнгеном 12 октября 1990.

## Публикации
- Астероид Сильвия — сложная спутниковая система / В. В. Прокофьева, Н. М. Гафтонюк, Л. Г. Карачкина // Околоземная астрономия ΧΧΙ века: сб. тр. конф. — М.: ГЕОС, 2001. — С. 252—257.
- Астероидальные спутниковые системы и их связь с семействами / Л. Г. Карачкина, В. В. Прокофьева // Всероссийская астрон. конф.: тез. докл. — СПб.: НИИХ СПбГУ, 2001. — С. 82. — (оттиск).
- Двойные астероиды главного пояса, их связь с семействами и резонансами / В. В. Прокофьева. Ю. В. Батраков, Л. Г. Карачкина // Всероссийская конференция «Астероидно-кометная опасность»: материалы конф. — Санкт-Петербург, 2005. — С. 285—286.
- Десятилетие фотометрии астероидов в КрАО / Л. Г. Карачкина // Околоземная астрономия и проблемы изучения малых тел солнечной системы: сб. науч. тр. — М., 2000. — С. 80—90. — (оттиск).
- Дистанционное зондирование малых тел Солнечной системы: детали поверхностей, спутники астероидов / В. В. Прокофьева-Михайловская, Ю. В. Батраков, Л. Г. Карачкина, А. Н. Рублевский // Изв. Крым. астрофиз. обс. — 2008. — Т. 104, № 3—4. — С. 227—228.
- Исследование колебаний блеска астероида 1620 Географ в его сближении с Землей в 1994 г. / В. В. Прокофьева, Л. Г. Карачкина, В. П. Таращук // Письмо в Астрон. журн. — 1997. — Т. 23, № 11. — С. 870—880.
- Исследование модуляций блеска астероида 1620 Географ / Л. Г. Карачкина, В. В. Прокофьева, В. П. Таращук // Астрон. вестник. — 1998. — Т. 32, № 4. — С. 327—339.
- Наблюдения эффектов падения кометы Шумейкеров — Леви 9 на Юпитер, полученные на телевизионном комплексе Крымской астрофизической обсерватории / А. Н. Абраменко, В. В. Бочков, Л. Г. Карачкина… В. В. Прокофьева и др. // Астрон. вестник. — 1996. — Т. 30, № 2. — С. 116—122.
- О возможной двойственности астероида 39 Летиция/ В. В. Прокофьева-Михайловская, Ю. В. Батраков, Л. Г. Карачкина, Д. В. Бондаренко // Изв. Крым. астрофиз. обс. — 2012. — Т. 108, № 1. — С. 189—198.
- О вынужденной прецессии астероида 87 Сильвия / Л. Г. Карачкина, В. В. Прокофьева, Н. М. Гафтонюк // Астрон. вестник. — 1999. — Т. 33, № 1. — C. 55—66.
- О причине расхождения кривых блеска Ганимеда и Каллисто, полученных с Земли в полосе V и космическими аппаратами / В. В. Прокофьева-Михайловская, А. Н. Абраменко, Г. В. Байда, Л. Г. Карачкина и др. // Изв. Крым. астрофиз. обс. — 2010. — Т. 106, № 1. — С.100.
- О семействе двойного астероида 423 Диотима / Л. Г. Карачкина, В. В. Прокофьева // Астрон. вестник. — 2004. — Т. 37, № 5. — С. 453—458.
- О сложной структуре астероида 423 Диотима / В. В. Прокофьева, Л. Г. Карачкина // Космическая защита Земли 2000: междунар. конф. — Евпатория, 2000. — С. 97 (абстракт).
- Открытия двойных астероидов на телевизионном комплексе в Крымской астрофизической обсерватории / В. В. Прокофьева-Михайловская, Ю. В. Батраков, Л. Г. Карачкина // Изв. Крым. Астрофиз. обс. — 2009. — Т. 104, № 6. — С. 145—151.
- Оценка высоты и скоростей подъёма облаков при взрывах Q-объектов кометы Шумейкеров — Леви в атмосфере Юпитера / В. В. Прокофьева, Л. Г. Карачкина, В. П. Таращук // Астрон. циркуляр. — 1998. — № 1557. — С. 35—36.
- Популяция астероидов со спутниками в Солнечной системе / В. В. Прокофьева-Михайловская, Ю. В. Батраков, Л. Г. Карачкина // Кинематикa и физика небесных тел. — 2005. — Т. 21, № 5. — С. 323—351.
- Развитие телевизионной фотометрии, колориметрии и спектрофотометрии после В. Б. Никонова / В. В. Прокофьева-Михайловская, А. Н. Абраменко, В. В. Бочков, Л. Г. Карачкина // Изв. Крым. астрофиз. обс. — 2007. — Т. 103, № 3. — С. 225—237.
- Свидетельства сложной структуры астероида 21 Лютеция / В. В. Прокофьева-Михайловская, Ю. В. Батраков, В. В. Бочков… Л. Г. Карачкина и др. // Астрон. вестник. — 2007. — Т. 41, № 4. — С. 337—344.
- Семейство двойного астероида 423 Диотима и группа тройной системы 87 Сильвия / Л. Г. Карачкина, В. В. Прокофьева // Околоземная астрономия XXI века: сб. тр. конф. — М.: ГЕОС, 2001. — С. 245—251.
- Фотометрические и колориметрические наблюдения астероида 423 Диотима и их анализ/ В. В. Прокофьева, Л. Г. Карачкина // Астрон. вестник. — 2004. — Т. 38, № 2. — С. 126—138.
- Фотометрические свидетельства двойственности избранных астероидов: Дисс… канд. физ.-мат. наук: 01.03.02 / Л. Г. Карачкина. — Одесса, 2004. — 120 с.
- Фотометрические наблюдения астероида 87 Сильвия в 1989 и 1992—1993 гг. в Крымской астрофизической обсерватории и Фурье анализ / В. В. Прокофьева, М. И. Демчик, Л. Г. Карачкина, Н. М. Гафтонюк // Астрон. вестник. — 1999. — T. 33, № 3. — C. 231—243.
- Фотометрические эффекты падения фрагментов Q2 и QI кометы Шумейкеров — Леви 9 на Юпитер / В. В. Прокофьева, В. П. Таращук, Н. Н. Степанян… Л. Г. Карачкина и др. // Астрон. вестник. — 1996. — Т. 30, № 2. — С. 131—139.
- Фотометрия и колориметрия астероидов с помощью цифровой телевизионной установки / В. В. Прокофьева, М. И. Демчик, Л. Г. Карачкина, Е. П. Павленко // Астрон. вестник. — 1992. — Т. 26, № 5. — С. 3—12.
- Фотометрия Ио и Европы в НИИ «КрАО» и причины различий результатов наземных и космических наблюдений / А. Н. Абраменко, Г. В. Байда, А. В. Закревский, Л. Г. Карачкина. — // Изв. Крым. астрофиз. обс. — 2011. — Т. 107, № 1. — С. 165—177.
- Цветовые характеристики B-V и V-R астероида 423 Диотима / Л. Г. Карачкина, В. В. Прокофьева // Всероссийская астрономическая конференция: тез. докл. — СПб.: НИИХ СПбГУ, 2001. — С. 83. — (оттиск).
- Частотный анализ модельных световых кривых одиночного астероида / В. В. Прокофьева, Ю. В. Батраков, Л. Г. Карачкина // Астероидно-кометная опасность: Всероссийская конф.: материалы. — Санкт-Петербург, 2005. — С. 287—288.
- Фотометричні свідоцтва подвійності обраних астероїдів: Автореф. дис… канд. мат. наук: 01.03.02 / Л. Г. Карачкіна. — Одеса, 2004. — 20 с.
- Beason for the discrepancy in photometric data of Galilean satellites of Jupiter obtained by spacecrafts and ground-based observations / V. V. Prokof’eva-Mikhailovskaya, A. N. Abramenko, L. G. Karachkina et al. // Astrokazan-2011: Internat. Astron. Congress: Reports. — Kazan, 2011. — P. 186—187.
- Modulations of brightness of Asteroid 1620 Geographos / L. G. Karachkina, V. V. Prokof’eva, V. P. Taraschuk // Solar System Research. — 1998.  — Vol. 32. — P. 287.
- On the Cause of the Discrepancy between Groundbased and Spaceborne Lightcurves of Ganymede and Callisto in the V Band / V. V. Prokof’eva-Mikhailovskaya, A. N. Abramenko, G. V. Baida… L. G. Karachkina et al. // Bull. of the Crimean Astrophys. Obs. — 2010. — Vol. 106, No. 1. — P. 68—81.
- On the family of the binary asteroid 423 Diotima / L. G. Karachkina, V. V. Prokof’eva // Solar system research. — 2003. — Vol. 37, No. 5. — P. 414—420.
- On the forced precession of аsteroid 87 Sylvia / L. G. Karachkina, V. V. Prokof’eva, N. M. Gaftonyuk // Solar System Research. — 1999. — Vol. 33, № 1. — P. 49—61.
- Photometric and colorimetric observations of asteroid 423 Diotima and their analysis / V. V. Prokof’eva, L. G. Karachkina // Solar system research. — 2004. — Vol. 38, No. 2. — P. 108—119.
- Photometric and colorimetric observations of binary asteroid 423 Diotima in four oppositions / V. V. Prokof’eva, L. G. Karachkina // JENAM-2000: 9th European and 5th Euro-Asian Astronomical Society Conference: аbstracts. — Moscow, 2000. — P. 136.
- Photometric evidences of binary asteroids / L. G. Karachkina, V. V. Prokof’eva // Photometry and polarimetry of asteroids: impact on collaboration: the International workshop: abstracts. — Kharkiv, 2003. — P. 13.
- Photometric evidences of binary asteroids, models and affinity with families / L. G. Karachkina, V. C. Prokof’eva // Photometry and polarimetry of asteroids: impact on collaboration: the International workshop: abstracts. — Kharkiv, 2003. — P. 13—14.
- Photometric evidences for the binary asteroids 87 Sylvia and 423 Diotima / V. V. Prokof’eva, M. L. Demchik, L. G. Karachkina // Astron. and Astrophys. Transac. — 1995. — Vol. 8, No. 4. — P. 291—295.
- Photometric observations of the Asteroids 87 Sylvia in 1989 and 1992—1993 at the Crimean Astrophysical Observatory and their Fourier analysis / V. V. Prokof’eva, M. I. Demchik, L. G. Karachkina, N. M. Gaftonyuk // Solar system research. — 1999. — Vol. 33. — P. 200—212.
- Photometry of Io and Europa at the Crimean Astrophysical Observatory and Reasons for Differences between Ground-Based and Space Observations / A. N. Abramenko, G. V. Baida, A. V. Zakrevskii, L. G. Karachkina, V. V. Prokof’eva- Mikhailovskaya, E. A. Sergeeva // Bull. of the Crimean Astrophys. Obs. — 2011. — V. 107, No.1. — P. 113—121.
- Photometry of Io and Europa at the Crimean Astrophysical Observatory and Reasons for Differences between Ground-Based and Space Observations / A. N. Abramenko, G. V. Baida, A. V. Zakrevskii, L. G. Karachkina, V. V. Prokof’eva- Mikhailovskaya, E. A. Sergeeva // Bull. of the Crimean Astrophys. Obs. — 2011. — V. 107, No. 1. — P. 113—121.
- Population of asteroids with satellites in the Solar-system / V. V. Prokof’eva, Yu. V. Batrakov, L. G. Karachkina // Kinematics and Physics of celestial bodies. — 2005. — Vol. 21, No. 5. — P. 323—351.
- The precession of asteroid 1620 Geographos / V. V. Prokof’eva, V. P. Taraschuk, L. G. Karachkina // Odessa Astron. Publ. — 1996. — Vol. 9. — P. 188—189.
- Satellites of two large аsteroids / V. V. Prokof’eva, L. G. Karachkina // Astron. and Astrophys. Transac. — 1998. — Vol. 15. — P. 219—314.
- The small libration of the satellite in the system of the Asteroid 39 Laetitia/ Yu. V. Batrakov, V. V. Prokof’eva-Mikhailovskaya, L. G. Karachkina // Protecting the Earth against collision with Asteroids and Comet nuclei: Proceed. Of the Internat. Conf. «Asteroids-Comet Hazard-2009». — Saint Petersburg, 2010. — P. 95—101.
- The small libration of the satellite in the system of the Asteroid 39 Laetitia/ Yu. V. Batrakov, V. V. Prokof’eva-Mikhailovskaya, L. G. Karachkina // Protecting the Earth against collision with Asteroids and Comet nuclei: Proceed. Of the Internat. Conf. «Asteroids-Comet Hazard-2009». — Saint Petersburg, 2010. — P. 95—101.
- Solar analog spectra in asteroid observations / V. V. Bochkov, V. V. Busarev, L. G. Karachkina et al. // JENAM-2000: 9th European and 5th Euro-Asian Astronomical Society conference: abstracts. — Moscow, 2000. — P. 115—222.
- Population of asteroids with satellites in the Solar-system / V. V. Prokof’eva, Yu. V. Batrakov, L. G. Karachkina // Kinematics  and Physics of celestial bodies. — 2005. — Vol. 21, No. 5. — P. 323—351.